# Чемпионат Европы по фехтованию 2005
Чемпионат Европы по фехтованию 2005 года прошёл с 27 июня по 3 июля в Залаэгерсеге (Венгрия). Поединков за третье место в индивидуальном первенстве не проводилось, а бронзовые медали получали оба спортсмена, проигравшие полуфинальные бои; среди команд поединки за третье место проводились.

## Общий медальный зачёт
| Место | Страна   | Золото | Серебро | Бронза | Всего |
| ----- | -------- | ------ | ------- | ------ | ----- |
| 1     | Италия   | 4      | 0       | 4      | 8     |
| 2     | Россия   | 3      | 7       | 1      | 11    |
| 3     | Польша   | 3      | 2       | 1      | 6     |
| 4     | Украина  | 1      | 1       | 3      | 5     |
| 5     | Франция  | 1      | 0       | 4      | 5     |
| 6     | Венгрия  | 0      | 2       | 1      | 3     |
| 7     | Румыния  | 0      | 0       | 3      | 3     |
| 8     | Германия | 0      | 0       | 1      | 1     |
| Всего | Всего    | 12     | 12      | 18     | 42    |

## Медалисты

### Мужчины
| Дисциплина                  | Золото                                                                               | Серебро                                                                        | Бронза                                                                             |
| --------------------------- | ------------------------------------------------------------------------------------ | ------------------------------------------------------------------------------ | ---------------------------------------------------------------------------------- |
| Шпага Личное первенство     | Томаш Мотыка                                                                         | Павел Колобков                                                                 | Дмитрий Чумак Матьё Дени                                                           |
| Шпага Командное первенство  | Польша · Роберт Анджеюк · Томаш Мотыка · Адам Верчёх · Кшиштоф Миколайчак            | Украина · Дмитрий Чумак · Максим Хворост · Александр Горбачук · Виталий Ошаров | Венгрия · Геза Имре · Габор Боцко · Аттила Фекете · Иван Ковач                     |
| Рапира Личное первенство    | Андреа Кассара                                                                       | Сергей Тихонов                                                                 | Андреа Бальдини Жером Жоль                                                         |
| Рапира Командное первенство | Италия · Андреа Кассара · Сальваторе Санцо · Андреа Бальдини · Симоне Ванни          | Россия · Максим Бобок · Андрей Деев · Артём Седов · Сергей Тихонов             | Франция · Лоик Аттели · Жером Жоль · Теренс Жубер · Марсель Марсийо                |
| Сабля Личное первенство     | Альдо Монтано                                                                        | Жолт Немчик                                                                    | Штевен Бауэр Николя Лопес                                                          |
| Сабля Командное первенство  | Россия · Алексей Якименко · Дмитрий Айбушев · Алексей Дьяченко · Станислав Поздняков | Польша · Марцин Кониуш · Рафал Шнайдер · Адам Скродзки · Патрик Палаш          | Румыния · Михай Ковалю · Рареш Думитреску · Константин Санду · Александру Сирицяну |

### Женщины
| Дисциплина                  | Золото                                                                                     | Серебро                                                                             | Бронза                                                                       |
| --------------------------- | ------------------------------------------------------------------------------------------ | ----------------------------------------------------------------------------------- | ---------------------------------------------------------------------------- |
| Шпага Личное первенство     | Яна Шемякина                                                                               | Хайналька Тот                                                                       | Магдалена Грабовска Йулиана Мэчешяну                                         |
| Шпага Командное первенство  | Россия · Любовь Шутова · Оксана Ермакова · Анна Сивкова · Евгения Строганова               | Польша · Беата Тереба · Ольга Цыган · Магдалена Грабовска · Данута Дмовская         | Украина · Надежда Казимирчук · Ольга Партала · Яна Шемякина · Ева Выборнова  |
| Рапира Личное первенство    | Сильвия Грухала                                                                            | Светлана Бойко                                                                      | Валентина Чиприани Виктория Никишина                                         |
| Рапира Командное первенство | Италия · Валентина Чиприани · Маргерита Гранбасси · Илария Сальватори · Элиза Ди Франчиска | Россия · Светлана Бойко · Екатерина Юшева · Яна Рузавина · Виктория Никишина        | Румыния · Роксана Скарлат · Кристина Гицэ · Кристина Шталь · Андрея Андрей   |
| Сабля Личное первенство     | Екатерина Федоркина                                                                        | Софья Великая                                                                       | Илария Бьянко Джойа Марцокка                                                 |
| Сабля Командное первенство  | Франция · Анне-Лиз Туйя · Жюли Беренжье · Леонор Перрюс · Паскаль Виньо                    | Россия · Елена Нечаева · Екатерина Федоркина · Светлана Кормилицына · Софья Великая | Украина · Ольга Харлан · Елена Хомровая · Дарья Недашковская · Галина Пундик |